# 丸岡・山中温泉トンネル
丸岡・山中温泉トンネル（まるおか・やまなかおんせんトンネル）は、福井県坂井市丸岡町山竹田から石川県加賀市山中温泉大内町に至る国道364号のトンネルである。

## 概要

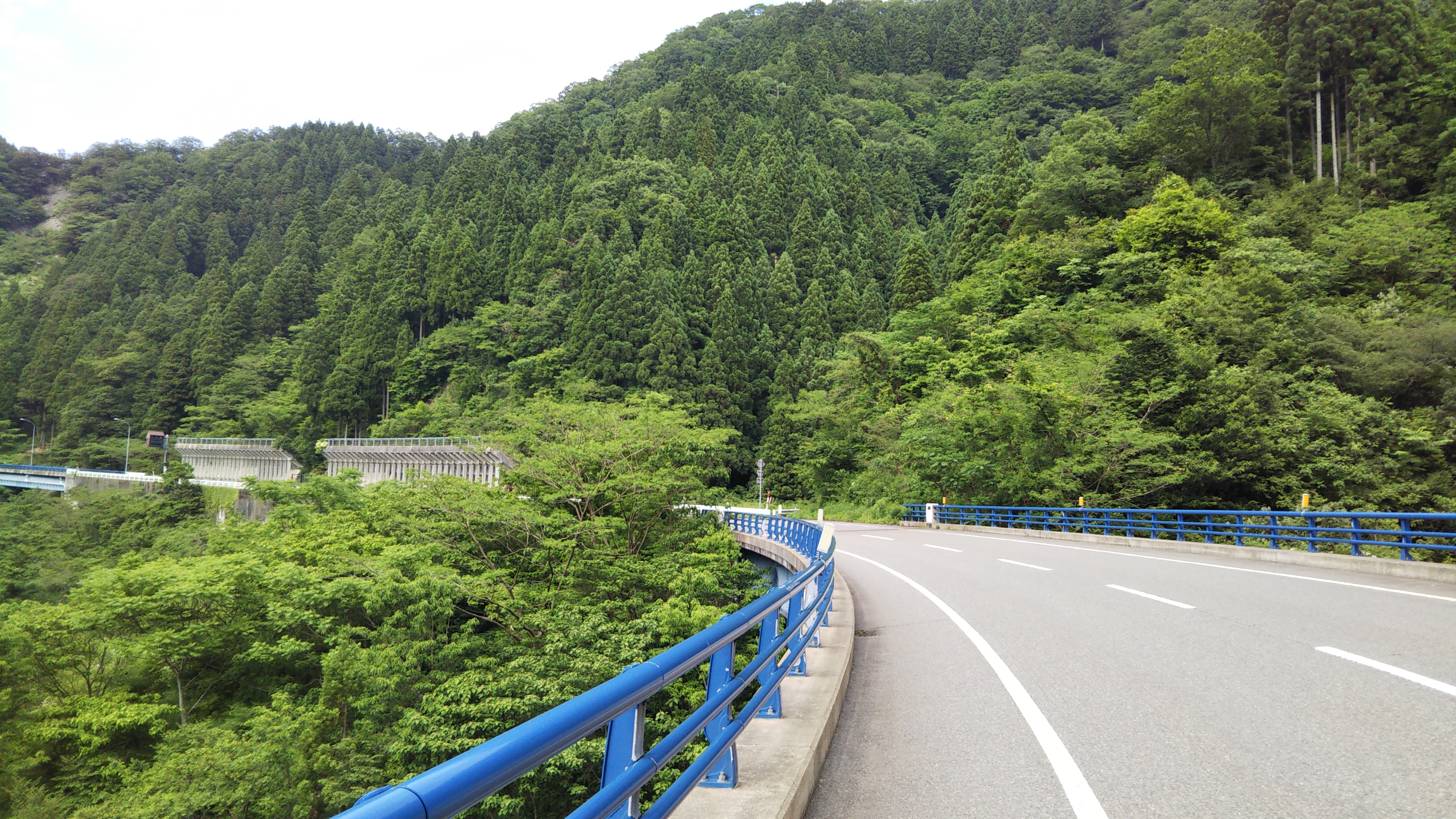
なだらかに弧を描いて山中温泉方面へと至る国道364号大内峠道路。写真は坂井市丸岡町側。

南加賀地域（石川県側）と越前地域（福井県側）をつなぐ県境には大内峠があり、急峻で交通の難所といわれてきた。
丸岡・山中温泉トンネルは県境である大内峠直下を貫くトンネルで、2004年4月10日に供用開始した。延長1,056mであり、トンネル部をあわせた5,140m（福井県側1,900m、石川県側3,240m）が「大内道路」として一括して整備された。県境を跨ぐため全体事業費の約132億円も福井・石川両県で分担し、それぞれ約60億円、約72億円を負担している。
開通後は山中温泉と永平寺などの相互利用の増加が期待されていたが、開通当初から土砂崩れが頻発し、結果として旧道に迂回せざるを得ない状態が暫く続いた。その後新たに土砂崩れ地帯の石川県側にさらに別のトンネル「みす滝トンネル」が直後に設けられ、これらの懸念は少なくなった。

## 周辺
- 丸岡温泉たけくらべ
- 龍ヶ鼻ダム
- 千古の家
- 簾滝（みすたき）
- 山中温泉 - 栢野大杉
- 石川県県民の森